# Moenkhausia pankilopteryx
Moenkhausia pankilopteryx är en fiskart som beskrevs av Vinicius Araújo Bertaco och Paulo Henrique Franco Lucinda 2006. Moenkhausia pankilopteryx ingår i släktet Moenkhausia och familjen Characidae. Inga underarter finns listade i Catalogue of Life.